# Cosmos (lettische Band)
Cosmos ist eine A-cappella-Band aus Lettland.

## Werdegang
Bekannt wurde die sechsköpfige Gruppe durch ihren Sieg bei dem Musikwettbewerb Jaunais Vilnis (let. Neue Welle) im Jahr 2004, welcher in ihrer Heimatstadt Jūrmala durchgeführt wurde. Anschließend nahmen Cosmos am Eurovision Song Contest 2006 teil und erreichten dort Platz 16.
Ihr erstes, selbstbetiteltes Album erschien 2003 und hat Platinstatus erreicht, ihre Konzerte sind oftmals ausverkauft. Die Band ist auch in den anderen baltischen Staaten sowie in Russland und der Ukraine aktiv.

## Mitglieder
- Jānis Šipkēvics (Countertenor)
- Jānis Stradziņš (Bass)
- Juris Lisenko (Tenor)
- Reinis Sējāns (Rhythmus)
- Jānis Ozols (Bariton)
- Andris Sējāns (Kontratenor)

## Diskografie
Alben
- 2003: Cosmos
- 2005: Pa un par
- 2005: Тетради любви
- 2005: Ticu un viss
- 2008: Turbulence
- 2009: Pasaki man un tev